# The Alaskan Eskimo
The Alaskan Eskimo ist ein US-amerikanischer Dokumentar-Kurzfilm aus dem Jahr 1953. Der von Walt Disney produzierte Film gewann bei der Oscarverleihung 1954 den Oscar als „Bester Dokumentar-Kurzfilm“. The Alaskan Eskimo ist der erste Teil der Land-und-Leute-Reihe, die von Walt Disney produziert wurde.

## Inhalt
Der Film behandelt das Leben der Eskimos in Alaska und erzählt von der Art, wie die Menschen dort Eis und Schnee trotzen und mit den Naturgewalten leben. Die Kamera zeigt, wie die Männer ein Boot bauen und die Frauen des Dorfes aus Leder die Bootshaut fertigen. Der Erzähler geht auf die einfachen, primitiven Werkzeuge ein, mit denen die Menschen arbeiten, und nennt die Ergebnisse der Arbeit „erstaunlich“. Althergebrachte und moderne Jagdmethoden werden ebenso gezeigt wie die Frauen des Dorfes, die Nüsse und Früchte sammeln gehen, um Vorräte für den Winter anlegen zu können. Auch der Handel mit Fellen wird thematisiert. Kogane, einer der Eskimos, tauscht bei einem Händler Pelze gegen Waren, die er nicht selbst herstellen kann. Im weiteren Verlauf wird auf die Herstellung von Kleidung und traditionellen Waffen, auf Kunsthandwerk und Ernährung eingegangen.

## Rezeption
Sarah Prokop von tasteofcinema.com findet den Film „filmhandwerklich schön gemacht“ (beautifully crafted) und hält die Dokumentation für ein „oft übersehenes Disney-Meisterwerk“ (often overlooked Disney masterpiece).